# 橘智恵子

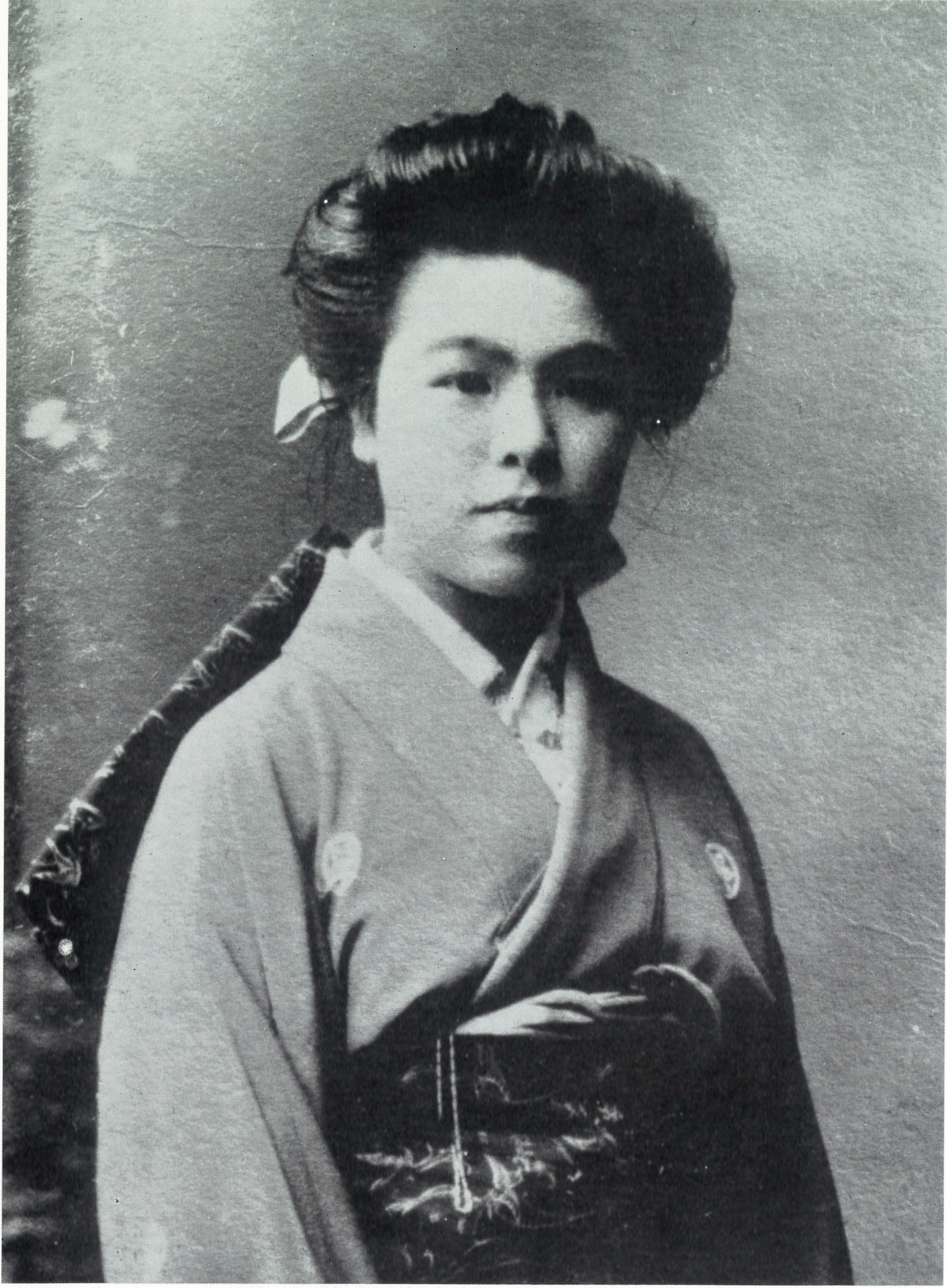
橘智恵子（1910年頃）

橘 智恵子（たちばな ちえこ、1889年（明治22年）6月15日 - 1922年（大正11年）11月1日）は、日本の明治期から大正期にかけての女性。
北海道函館市の弥生尋常小学校の元教員で、歌人・石川啄木の同僚であった。啄木の数多くの短歌のモデルになったとされる。

## 来歴
北海道札幌郡札幌村14番地（現・札幌市東区北11条東12丁目）で、農園主・橘仁（富山県射水郡長慶寺村（現・高岡市）出身）とその妻イツ（三河国刈谷藩家老・矢野貞胤の三女）の長女として生まれる。六男一女の第三子（家族の詳しい来歴については「家族・親族」欄参照）。
智恵子は北海道庁立札幌高等女学校（現・北海道札幌北高等学校）を卒業後、同校補習科で初等教員の資格を得て、1906年（明治39年）に函館区立弥生尋常小学校の訓導（教諭）となる。石川一（啄木）とは、啄木が同校で代用教員を務めた1907年（明治40年）6月から9月までの数ヶ月の間、同僚の関係であった。智恵子も啄木が函館を去った後、間もなく退職して帰郷した。1908年（明治41年）に母校でもある札幌女子高等小学校（後の札幌市立大通小学校）の訓導となったが、1年ほどで退職し、1910年（明治43年）に兄の友人であった空知郡北村（現・岩見沢市）の農場主・北村謹と結婚した。北村との間に二男四女があった。1922年（大正11年）11月1日、産褥熱のため33歳の若さで死去。啄木の死から10年後のことだった。
北村農場は智恵子の没後も営農を続けたが、2017年に遊水池事業の用地となることを理由に廃業となった。
嫁ぎ先だった北村（現・岩見沢市北村）には、1999年に啄木の歌碑が建立されている。また、札幌市東区の智恵子の生家の敷地の外れには、父・橘仁の功績を称えた『林檎の碑』がある。碑文には林檎園ゆかりの詩として、啄木の「石狩の都の外の 君が家 林檎の花の 散りてやあらむ」の短歌も刻まれている。

## 石川啄木と橘智恵子

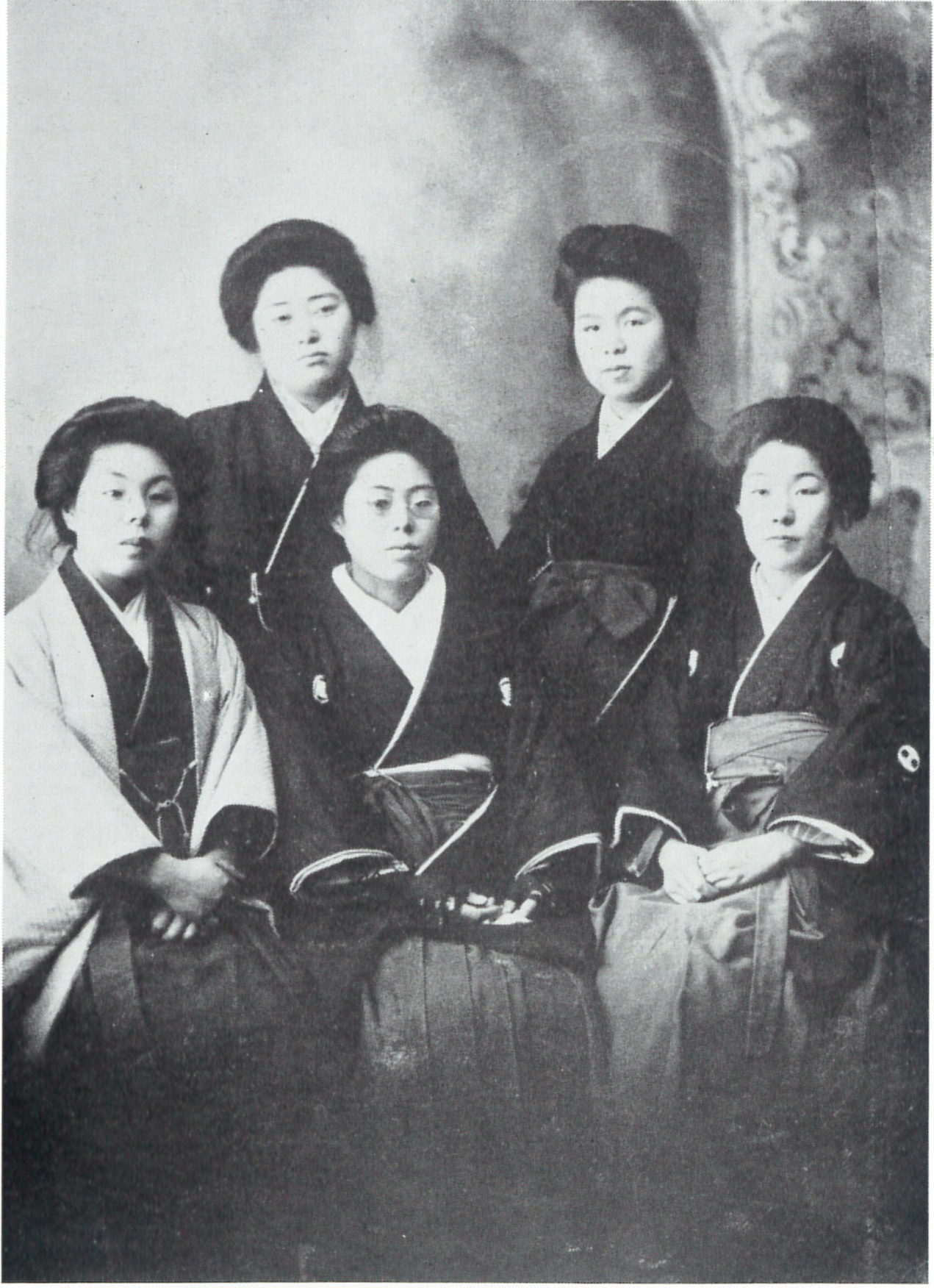
函館区立弥生尋常小学校の女性教職員（1907年頃）。後列右が橘智恵子

石川啄木が1907年（明治40年）6月に弥生尋常小学校に赴任した時、同校には8人の女性教師がいたが、啄木は彼女たちの教員生活を具に観察し、智恵子については「真直に立てる鹿ノ子百合なるべし」とその印象を自身の日記に記している。また、啄木が函館から札幌に移転を決意し、同年9月11日に校長に退職願いを出した際、その場に智恵子がおり、啄木は智恵子から札幌の話を聞いたという。さらに翌9月12日（函館を去る前日）、啄木は智恵子の下宿を訪ね、2時間余り親しく語り合った後、自身の詩集『あこがれ』を智恵子に贈った。なお、啄木は後に、智恵子が札幌村の実家に戻っていることを伝え聞き、智恵子の実家を訪ねたことがあるが、その時本人は不在で、智恵子の長兄である橘儀一が応対した（この訪問の正確な時期（啄木の札幌在住時であるか小樽在住時であるか）は不明）。結局その後2人は直接会うことは無かったが、時折手紙や葉書をやりとりすることはあった。
啄木の歌集『一握の砂』の「忘れがたき人人・二」の22首は全て智恵子を詠んだものである。啄木は『一握の砂』を結婚間もない智恵子に献呈し、「そのうちの或るところに収めし二十幾首、君もそれとは心付給ひつらむ、塵埃の中にさすらふ者のはかなき心なぐさみをあはれとおぼし下され度し、」と書き添えた。智恵子は『一握の砂』の礼状と、嫁ぎ先の農場で生産されたバター（当時は貴重品でもあった）を送って来た。また同じ頃、啄木は友人宛ての手紙の中で「今度初めて苗字の変った（年）賀状を貰った、異様な気持であった、『お嫁には来ましたけれど心はもとのまんまの智恵子ですから・・・』と書いてあった、」と記している。
智恵子はその生涯において、啄木について人前で語ることはほとんどなかったが、死去の約半年前（1922年（大正11年）5月）に、北海道の歌人・遠藤勝一が智恵子に啄木の記憶について尋ねた時、次のように返答している。
なお、智恵子と北村謹が結婚した経緯については、次のような話が橘家に伝わっている。ある日北村が橘家を訪ねた際、奥の部屋で智恵子が讃美歌を歌っていた。北村は智恵子の声の美しさに惹かれ、まだ彼女の顔も見たこともないのにもかかわらず、「あの声を聴いただけで十分・・・」とその場で求婚を決意したという。啄木も日記で智恵子の声を賞賛しており、友人に彼女を説明する際にも「声の女」と語ったエピソードが残っている。

### 橘智恵子を詠んだとされる歌

#### 『一握の砂』「忘れがたき人人・二」より
- いつなりけむ　夢にふと聴きてうれしかりし　その声もあはれ長く聴かざり
- 頬の寒き　流離の旅の人として　路問ふほどのこと言ひしのみ
- さりげなく言ひし言葉は　さりげなく君も聴きつらむ　それだけのこと
- ひややかに清き大理石に　春の日の静かに照るは　かかる思ひならむ
- 世の中の明るさのみを吸ふごとき　黒き瞳の　今も目にあり
- かの時に言ひそびれたる　大切の言葉は今も　胸にのこれど
- 真白なるラムプの笠の　瑕のごと　流離の記憶消しがたきかな
- 函館のかの焼跡を去りし夜の　こころ残りを　今も残しつ
- 人がいふ　鬢のほつれのめでたさを　物書く時の君に見たりし
- 馬鈴薯の花咲く頃と　なれりけり　君もこの花を好きたまふらむ
- 山の子の　山を思ふがごとくにも　かなしき時は君を思へり
- 忘れをれば　ひょっとした事が思ひ出の種にまたなる　忘れかねつも
- 病むと聞き　癒えしと聞きて　四百里のこなたに我はうつつなかりし
- 君に似し姿を街に見る時の　こころ躍りを　あはれと思へ
- かの声を最一度聴かば　すっきりと　胸や霽れむと今朝も思へる
- いそがしき生活のなかの　時折のこの物おもひ　誰のためぞも
- しみじみと　物うち語る友もあれ　君のことなど語り出でなむ
- 死ぬまでに一度会はむと　言ひやらば　君もかすかにうなづくらむか
- 時として　君を思へば　安かりし心にはかに騒ぐかなしさ
- わかれ来て年を重ねて　年ごとに恋しくなれる　君にしあるかな
- 石狩の都の外の　君が家　林檎の花の散りてやあらむ
- 長き文　三年のうちに三度来ぬ　我の書きしは四度にかあらむ

## 家族・親族
父・仁は1849年（嘉永二年）生まれ。初名は甚兵衛。上京後、津田仙の学農社に入社し、農業技術を学んだ他、精神的な訓育も受ける。クリスチャンであった津田夫妻の感化を受け、甚兵衛も1876年（明治9年）に受洗し、名を「仁」と改める（娘の智恵子もクリスチャンであった）。1884年（明治17年）、北海道に渡り、1886年（明治19年）頃から札幌郡札幌村（旧元村）で、林檎栽培に従事した。果樹園芸に生涯を捧げ、1905年（明治38年）の北海道果樹園芸協会主催の果実品評会で、出品した林檎「柳玉」が最高賞を受けた。1930年（昭和5年）没。母・イツは、東京府師範学校（現在の東京学芸大学の前身）の出身で、渡道後もいくつかの小学校や北星女学校などで教鞭を取った。次兄・礼次（1886年生まれ）は栃内家の養子となり、東北帝国大学農科大学を卒業し、後に国民更生金庫常務理事などを務めた。